# Таш-Булак (Таш-Булакский айылный аймак)
Таш-Булак (кирг. Таш-Булак, узб. Tosh-Buloq) — село в Джалал-Абадской области Кыргызстана, административный центр Таш-Булакского аильного округа Сузакского района.

## География
Название села переводится с киргизского как «каменный родник» в честь родников, вытекающих из горы Аю-Тоо с восточной стороны села. Один из них, Аю-Булак, бьющий из скалы, считается святым.
Над селом расположен бальнеологический грязевой курорт Джалал-Абад, известный своими минеральными водами. Село непосредственно примыкает к городу Джалал-Абад с севера.